# Cyanotis speciosa
Cyanotis speciosa är en himmelsblomsväxtart som först beskrevs av Carl von Linné d.y., och fick sitt nu gällande namn av Justus Carl Hasskarl. Cyanotis speciosa ingår i släktet Cyanotis och familjen himmelsblomsväxter. Inga underarter finns listade.

## Bildgalleri

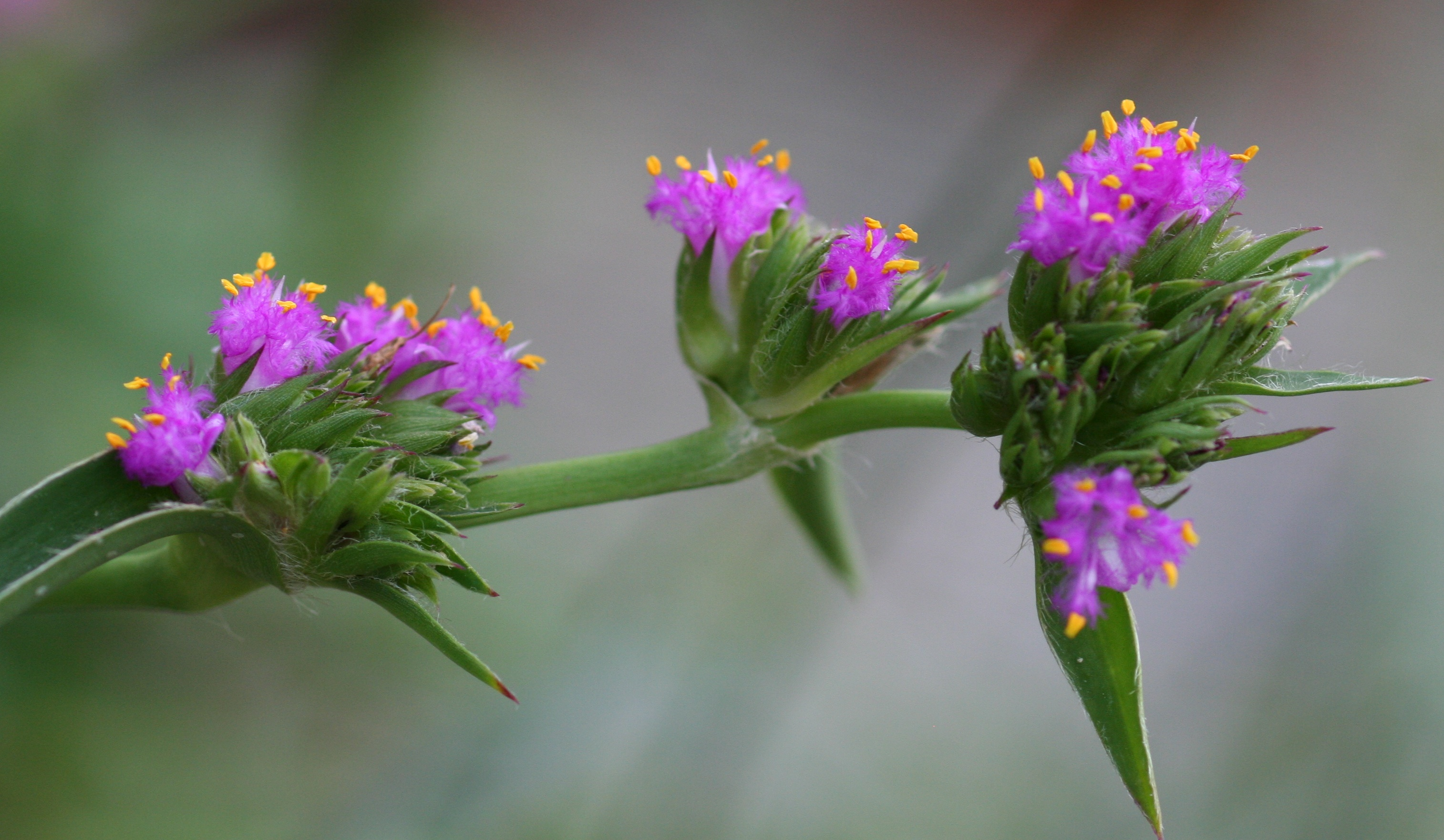
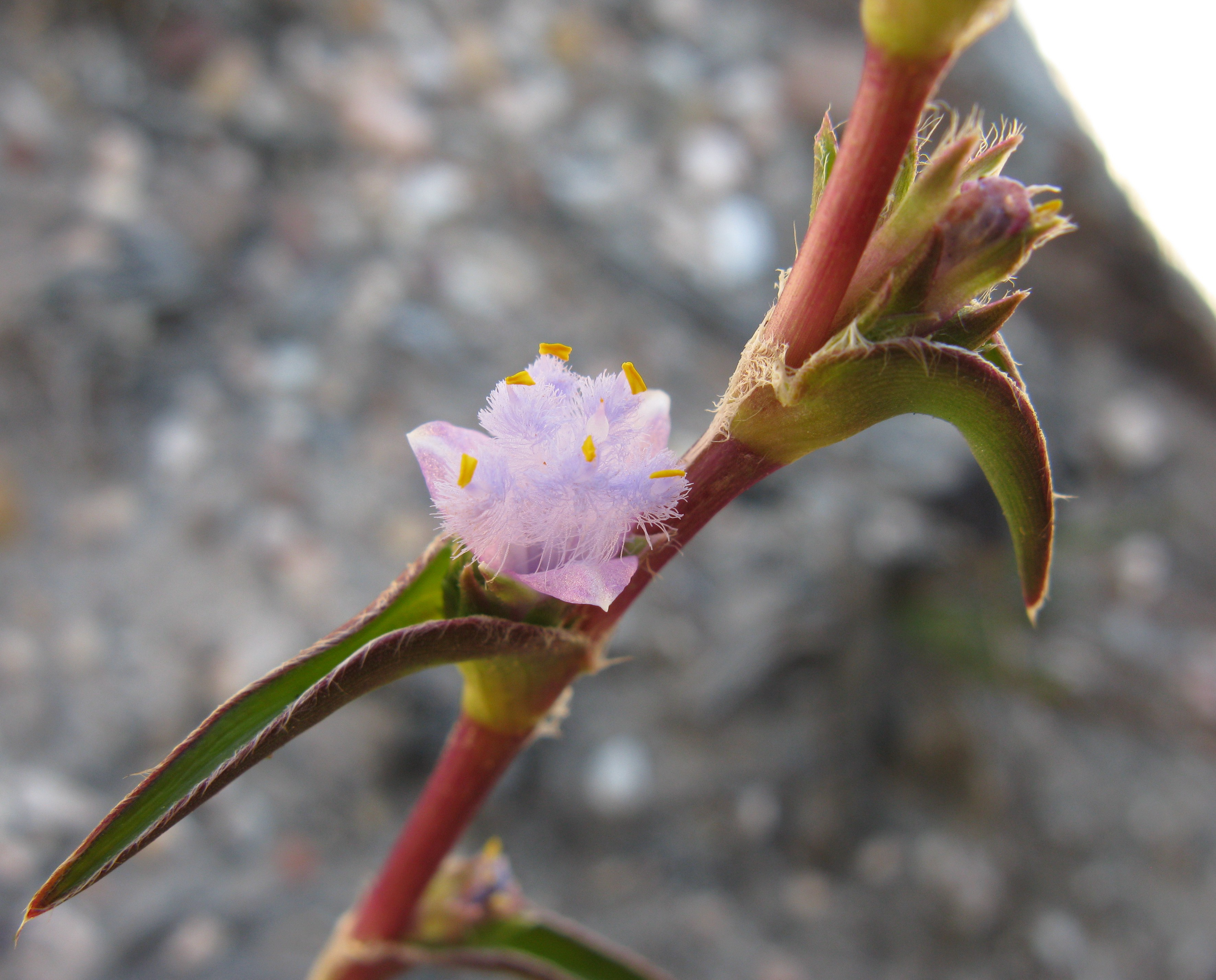
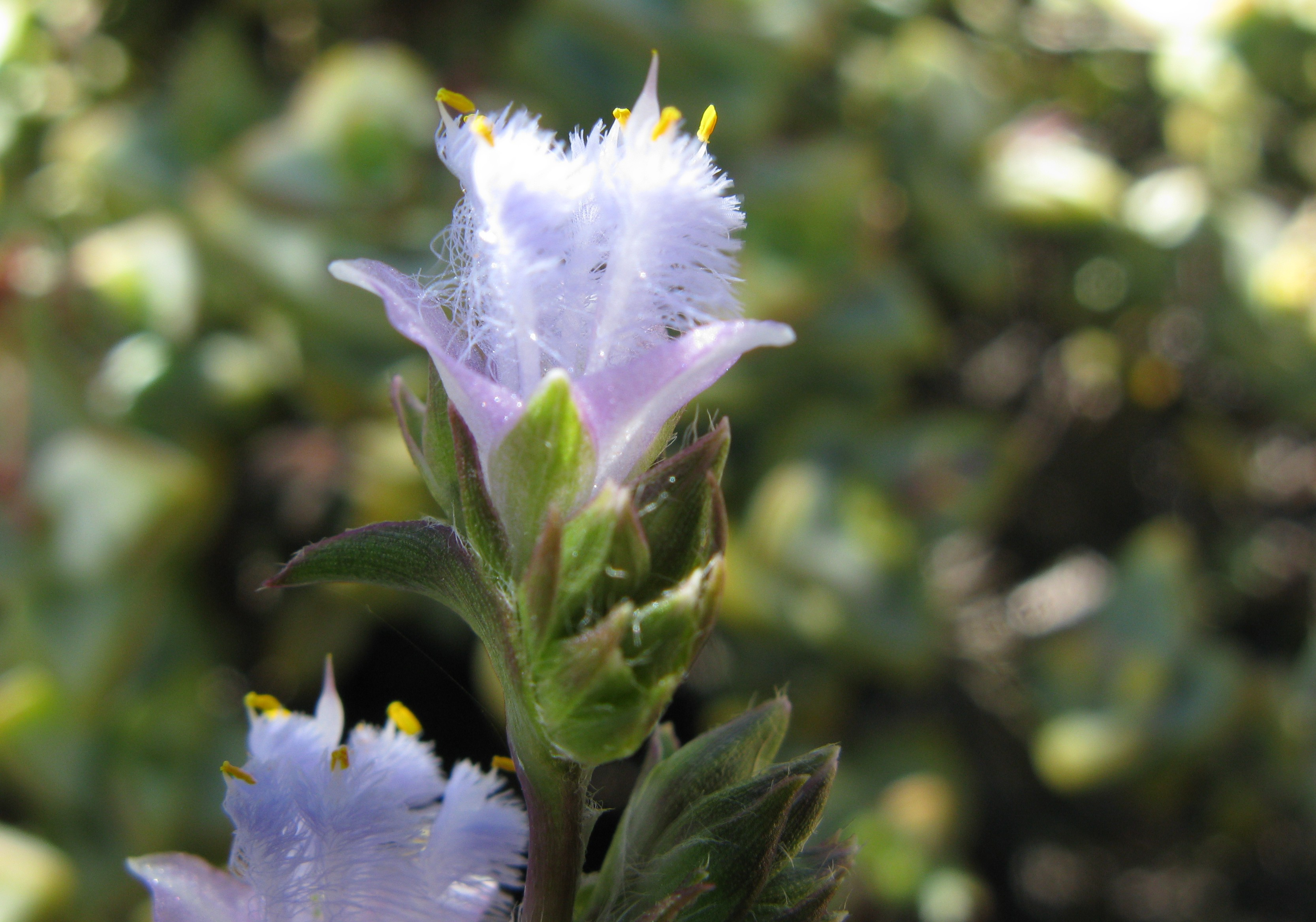